# Karwinskia johnstonii
Karwinskia johnstonii är en brakvedsväxtart som beskrevs av R. Fernández Nava. Karwinskia johnstonii ingår i släktet Karwinskia och familjen brakvedsväxter. Inga underarter finns listade i Catalogue of Life.